# Enter the 5th Dimension
Enter the 5th Dimension è il secondo demo del gruppo musicale britannico Haken, autoprodotto e pubblicato nel 2008.

## Descrizione
Si tratta dell'unica pubblicazione del gruppo a figurare il chitarrista Matthew Marshall e il tastierista Peter Jones (il secondo ritornato in formazione solo nel 2022) e contiene quattro brani incisi nel medesimo anno e i due precedentemente incisi nell'omonimo demo distribuito l'anno precedente.
Nel 2014 gli Haken hanno realizzato nuove versioni dei brani Blind, Black Seed e Snow e pubblicate nell'EP Restoration con nuovi titoli. Il 27 marzo 2020 il demo è stato pubblicato per il download digitale attraverso Bandcamp.

## Tracce
1. Blind – 11:40
2. Black Seed – 5:53
3. Manifolds – 7:34
4. Sleeping Thoughts Wake – 12:07
5. Souls – 7:45
6. Snow – 13:11

## Formazione
- Richard Henshall – chitarra, tastiera
- Raymond Hearne – batteria, percussioni
- Ross Jennings – voce
- Peter Jones – tastiera
- Tom MacLean – basso
- Matthew Marshall – chitarra